# Rue Lambert (Nantes)
Pour l’article homonyme, voir Rue Lambert.
La rue Lambert est une voie de Nantes, en France.

## Situation et accès
Située dans le centre-ville de Nantes, la rue Lambert, qui relie la rue Paul-Dubois à la rue des Petites-Écuries, est pavée et fait partie d'un secteur piétonnier ; son extrémité orientale n'est large que de seulement 70 centimètres (ce qui en fait la rue la plus étroite de Nantes) et empêche la circulation automobile. Elle ne rencontre aucune autre voie.

## Historique
Le couvent des Jacobins est installé en 1228, à l'est de la place du Bouffay. La « ruelle des jacobins » est une des voies qui conduit aux bâtiments qui se développent peu à peu entre le château des ducs de Bretagne et la place du Bouffay. Au XVe siècle, l'établissement fait édifier l'« hôtellerie des Jacobins ».
L'accès au couvent se fait par la « ruelle des Jacobins », dont le tracé suit le nord de l'actuelle rue Paul-Dubois et la rue Lambert ; cette dernière longe des bâtiments conventuels (dont l'hôtellerie), au sud desquels se trouvent des jardins.
Lors de la Révolution, les religieux sont expulsés. Le couvent est démantelé au cours du XIXe siècle. La « ruelle des Jacobins », devenue « rue Brandouille » (ou « Brandouil »), est démembrée : vers l'est est formée la rue Lambert, et, dans l'axe nord-sud, la « rue Dubois », percée vers le sud pour atteindre le quai du Port-Maillard.
Au XIXe siècle, la rue est réputée pour son insalubrité. En 1866, Ange Guépin, alors membre du conseil municipal de Nantes et du conseil général de Loire-Inférieure, demande que la voie soit close par une porte à chacune de ses deux extrémités, voire détruite, tant la vétusté des maisons et le peu de sûreté de la rue étaient criantes.
La voie était une portion de la « rue Brandouille » (ou « Brandouil »), auparavant « ruelle des Jacobins ».
En 2007, les travaux initiaux liés à la construction d'immeuble dans « l'îlot Lambert », sur la partie sud de la rue, ont permis de découvrir les vestiges d'un puits et d'une rue médiévale disparue, antérieure à l'installation des Jacobins.